# Winnicki Narodowy Uniwersytet Techniczny
Winnicki Narodowy Uniwersytet Techniczny (ukr. Вінницький національний технічний університет, ВНТУ) – ukraińska techniczna szkoła wyższa w Winnicy, największy uniwersytet w regionie Podolskim. Kształcenie prowadzone jest w 19 specjalnościach na 47 fakultetach, 8 instytutach edukacyjno-naukowych i 7 instytutach zintegrowanych. W 1960 roku został założony Winnicki Ogólnotechniczny Wydział Kijowskiego Instytutu Przemysłu Spożywczego (ukr. Вінницький загальнотехнічний факультет Київського інституту харчової промисловості), który rok później stał się integralną częścią Kijowskiego Instytutu Politechnicznego i na bazie którego rok później powstała Winnicka Filia Kijowskiej Politechniki (ukr. Вінницький філіал Київського політехнічного інституту). W 1974 roku na podstawie Winnickiej Filii powstał Winnicki Instytut Politechniczny (ukr. Вінницький політехнічний інститут). W 1994 roku został reorganizowany w Winnicki Państwowy Uniwersytet Techniczny (ukr. Вінницький державний технічний університет). Dopiero w 2003 otrzymał obecną nazwę.